# Jefim Gamburg
Jefim Gamburg (russisk: Ефим Абрамович Гамбург) (født 10. juni 1925 i Moskva i Sovjetunionen, død 13. juni 2000 i Moskva i Rusland) var en sovjetisk filminstruktør.

## Filmografi
- Sjpionskie strasti (Шпионские страсти, 1967)[1][2]
- Goluboj sjjenok (Голубой щенок, 1976)